# Masakatsu Sawa
Masakatsu Sawa (Ibaraki, 12 januari 1983) is een Japans voetballer.

## Carrière
Masakatsu Sawa speelde tussen 2005 en 2008 voor Sporting Cristal, Coronel Bolognesi, Deportivo Municipal en Cienciano. Hij tekende in 2008 bij Kashiwa Reysol.